# Millionærchaufføren
Millionærchaufføren er en amerikansk stumfilm fra 1917 af Fred J. Balshofer.

## Medvirkende
- Harold Lockwood som Billy Van Dyke
- Pauline Curley som Beatrice Forsythe
- William Clifford som William Pugfeather
- Dora Mills Adams som Mrs. Pugfeather
- Kathryn Hutchinson som Celia Pugfeather